# Mato Seihei no Slave
Mato Seihei no Slave (魔都精兵のスレイブ Mato Seihei no Sureibu lit. Esclavo de las Tropas de Élite de la Capital Mágica ?), también conocida como Demon Slave en España, y Chained Soldier en inglés, es una serie de manga japonesa escrita por Takahiro e ilustrada por Youhei Takemura. Se ha serializado en línea en la revista digital de manga shōnen Shōnen Jump+ de Shūeisha desde enero de 2019. Una adaptación de la serie al anime por Seven Arcs se estrenó el 4 de enero de 2024.

## Argumento
Ambientada en lo que parece un Japón actual, años atrás, varios portales aparecieron por todo el país, conectando el mundo real con un mundo paralelo, el Matô, poblado por demonios (los shûki). Además, en esa dimensión también existen los melocotones, unas frutas mágicas que otorgan habilidades especiales, pero solo a las mujeres. 
Como resultado, la sociedad se ha vuelto completamente matriarcal y los hombres ocupan un segundo plano y los puestos de liderazgo son para mujeres... hasta el punto de que, para proteger el mundo real de la amenaza del Matô, se han creado unas fuerzas especiales formadas solamente por chicas que controlan los portales y ayudan a los humanos.
Cierto día, Yûki Wakura, un estudiante del último curso de bachillerato, acaba por accidente en el Matô, rodeado por shûki. Allí conocerá a Kyôka Uzen, capitana del séptimo escuadrón de la brigada antidemonios, cuyo poder es esclavizar a un ser vivo para hacerle sacar todo su poder latente... en este caso, Yûki ,que aceptará subyugarse a ella para poder salir del lugar con vida. Lo que no sabe es que el contrato es para siempre, y eso le obligará a formar parte de la brigada antidemonios de una peculiar forma.

## Personajes
Yūki Wakura (和倉 優希 Wakura Yūki?)
 Seiyū: Yūya Hirose
Es el cuidador de la Séptima Unidad del Cuerpo Anti-Demonios y el principal protagonista masculino. Asistió a la escuela secundaria Kaminoge como estudiante de tercer año, pero después de quedar atrapado en un desastre de Mato, fue rescatado por Kyouka Uzen y se convirtió en su esclavo, otorgándole el poder de luchar junto a ella. Debido a que es un hombre, no pudo convertirse en miembro oficial del Demon Corps ya que los hombres no pueden recibir poderes especiales después de consumir Peaches y en su lugar se convirtió en el cuidador de la séptima unidad, brindando su apoyo a sus camaradas tanto dentro como fuera de combate.
Kyōka Uzen (羽前 京香 Uzen Kyōka?)
 Seiyū: Akari Kitō
La principal protagonista femenina. Originalmente se unió al Cuerpo Anti-Demonios después de que su ciudad natal fuera destruida por una horda de Shuuki hace años y ahora busca vengar a sus amigos y familiares eliminando a todos los Shuuki que habitan en Mato. Su bendición de melocotón, Esclavo, inicialmente se consideró inútil porque los Shuuki que convirtió en esclavos eran bastante débiles, pero después de conocer a Yuuki Wakura y convertirlo en su esclavo, se ha convertido en una habilidad poderosa y un activo en la batalla. Aunque se refiere a Yuuki como un "esclavo", es bastante gentil y amable con él, al igual que los demás, sin importarle que sea un hombre, mostrando un nivel de carisma, lo que hace que él y los demás la consideren una líder capaz.
Himari Azuma (東 日万凛 Azuma Himari?)
 Seiyū: Yume Miyamoto
Es la Subjefa de la Séptima Unidad del Cuerpo Anti-Demonios y un personaje secundario importante. Es la hija menor de la familia Azuma y era vista como un fracaso en comparación con sus otras hermanas mayores más talentosas antes de unirse a la Séptima Unidad. Sin embargo, después de conocer a Kyouka Uzen y luchar junto a Yuuki Wakura debido a la habilidad de Esclavo, Himari pudo demostrar su valía a sus hermanos y a su familia que inicialmente la despreciaban. Aunque inicialmente era hostil hacia Yuuki, ella comenzó a verlo de manera más positiva y lo considera más como un camarada y amigo.
Shushu Suruga (駿河 朱々 Suruga Shushu?)
 Seiyū: Mari Hino
Es miembro de la séptima unidad del Cuerpo Anti-Demonios. A diferencia de la mayoría de su escuadrón, Shushu es una chica alegre y despreocupada, que a menudo muestra una mentalidad alegre e indiferente casi todo el tiempo. A diferencia de Himari, que odiaba a Yuuki al principio, ella desarrolló un interés en él porque estaba inscrita en una escuela solo para niñas y no había tenido mucha interacción con otro niño de su edad antes.
Nei Ōkawamura (大川村 寧 Ōkawamura Nei?)
 Seiyū: Hina Tachibana
Es miembro de la séptima unidad del Cuerpo Anti-Demonios, asignada como especialista en habilidades de exploración en la retaguardia. Nei es una chica amable y trabajadora que se lleva fácilmente con todos en la séptima unidad, incluido Yuuki durante su primer encuentro. A pesar de su corta edad y de seguir asistiendo a la escuela primaria, a menudo puede ser una voz de la razón y muestra un mayor nivel de madurez que muchos otros miembros del Cuerpo Anti-Demonios.
Tenka Izumo (出雲 天花 Izumo Tenka?)
 Seiyū: Maaya Uchida
Es la líder de la sexta unidad del Cuerpo Anti-Demonios. Tenka es una mujer tranquila, madura y de buen carácter, lo que se notó en sus interacciones con la Séptima Unidad, y rara vez muestra algo más que un comportamiento alegre y genuino. A diferencia de Yachiho, ella confía en sus habilidades y su unidad, pero no demasiado y nunca menosprecia a otros como este último. Se observa que Tenka se refiere a los demás con cariño, como llamar a Kyouka "Kyou-chin" y a Yuuki al principio "Slave-kun".
Yachiho Azuma (東 八千穂 Azuma Yachiho?)
 Seiyū: Nene Hieda
Es miembro de la Familia Azuma, siendo una de sus hijas mayores y la hermana mayor de Himari Azuma. Se convirtió en miembro de la 6.ª División del Cuerpo Anti-Demonios y obtuvo el puesto de Vicejefe.
Sahara Wakasa (若狭 サハラ Wakasa Sahara?)
 Seiyū: Reina Ueda
Es miembro de la 6.ª Unidad. Sahara tiene un ritmo bastante autónomo y algo perezoso, a menudo encuentra cualquier motivo para dormir y prefiere terminar una pelea lo más rápido posible en lugar de prolongarla.
Aoba Wakura (和倉 青羽 Wakura Aoba?)
 Seiyū: Tomori Kusunoki
Es la hermana mayor de Yuuki Wakura, quien le había enseñado a ser un joven adecuado, pero luego desapareció al menos seis años antes en un desastre de Mato. Después de comer un melocotón en Mato, Aoba terminó transformándose en un Shuuki humanoide, luego se convirtió en el líder de la Aldea Oculta, que alberga a otros Shuuki humanoides. Desde su aparición inicial como un humanoide Shuuki, Aoba ha demostrado tener un fuerte odio por todos los Cuerpos Anti-Demonios hasta el punto de atacar a los miembros de su unidad en cuanto los ve. Pero muestra abiertamente una mentalidad juguetona y despreocupada incluso en medio del ataque a la Séptima Unidad. Es extremadamente cariñosa con su hermano Yuuki.
Koko Zenibako (銭函 ココ Zenibako Koko?)
 Seiyū: Sayaka Senbongi
Es una de los humanoides Shuuki que reside en la Aldea Oculta. Se convirtió en una Shuuki humanoide debido a que el melocotón que comió la transformó. Koko es una persona bastante jovial, vivaz, alegre e infantil a la que le gusta ayudar a la gente.
Naon Yuno (湯野 波音 Yuno Naon?)
 Seiyū: Rina Hidaka
Es  uno de los humanoides Shuuki que viven en la Aldea Oculta. Se convirtió en una Shuuki humanoide debido a que el melocotón que comió la transformó. Naon ama casi todas las cosas que son hermosas, incluida ella misma, como se muestra cuando revela su propia figura a los demás y se refiere a las cosas como hermosas.
Ren Yamashiro (山城 恋 Yamashiro Ren?)
 Seiyū: Kana Hanazawa
Es la Jefa de la Décima Unidad del Cuerpo Anti-Demonios. Reverenciada por sus aliados como la cúspide de la humanidad, Ren no solo comanda la décima unidad, sino que también ocupa el puesto de comandante en jefe de toda la organización y es considerada su arma más poderosa.

## Contenido de la obra

### Manga
Mato Seihei no Slave es escrito por Takahiro e ilustrado por Youhei Takemura. La serie comenzó en la revista digital de manga shōnen Shōnen Jump+ de Shueisha el 5 de enero de 2019. Shūeisha ha recopilado sus capítulos individuales en dieciocho volúmenes tankōbon. El primer volumen se publicó el 4 de marzo de 2019.
El manga está licenciado en Francia por Kurokawa. Norma Editorial obtuvo la licencia en España.

#### Lista de volúmenes
| Volúmenes de manga publicados | Volúmenes de manga publicados | Volúmenes de manga publicados | Volúmenes de manga publicados | Volúmenes de manga publicados |
| Número                        | Fecha de lanzamiento          | ISBN                          | Fecha de lanzamiento          | ISBN                          |
| ----------------------------- | ----------------------------- | ----------------------------- | ----------------------------- | ----------------------------- |
| 1                             | 4 de marzo de 2019            | ISBN 978-4-08-881786-6        | 6 de octubre de 2022          | ISBN 978-84-679-5805-8        |
| 2                             | 4 de julio de 2019            | ISBN 978-4-08-881896-2        | 8 de diciembre de 2022        | ISBN 978-84-679-5806-5        |
| 3                             | 1 de noviembre de 2019        | ISBN 978-4-08-882113-9        | 17 de febrero de 2023         | ISBN 978-84-679-5807-2        |
| 4                             | 4 de marzo de 2020            | ISBN 978-4-08-882235-8        | 14 de abril de 2023           | ISBN 978-84-679-6139-3        |
| 5                             | 3 de julio de 2020            | ISBN 978-4-08-882359-1        | 7 de julio de 2023            | ISBN 978-84-679-6140-9        |
| 6                             | 4 de diciembre de 2020        | ISBN 978-4-08-882481-9        | 6 de octubre de 2023          | ISBN 978-84-679-6141-6        |
| 7                             | 2 de abril de 2021            | ISBN 978-4-08-882604-2        | 2 de febrero de 2024          | ISBN 978-84-679-6363-2        |
| 8                             | 4 de agosto de 2021           | ISBN 978-4-08-882743-8        | 7 de junio de 2024            | ISBN 978-84-679-6364-9        |
| 9                             | 3 de diciembre de 2021        | ISBN 978-4-08-882857-2        | 2 de agosto de 2024           | ISBN 978-84-679-7078-4        |
| 10                            | 2 de mayo de 2022             | ISBN 978-4-08-883109-1        | 17 de enero de 2025           | ISBN 978-84-679-7079-1        |
| 11                            | 2 de septiembre de 2022       | ISBN 978-4-08-883234-0        | 7 de marzo de 2025            | ISBN 978-84-679-7080-7        |
| 12                            | 4 de enero de 2023            | ISBN 978-4-08-883342-2        | 9 de mayo de 2025             | ISBN 978-84-679-7081-4        |
| 13                            | 2 de junio de 2023            | ISBN 978-4-08-883494-8        | —                             | —                             |
| 14                            | 4 de octubre de 2023          | ISBN 978-4-08-883636-2        | —                             | —                             |
| 15                            | 2 de febrero de 2024          | ISBN 978-4-08-883829-8        | —                             | —                             |
| 16                            | 4 de julio de 2024            | ISBN 978-4-08-884047-5        | —                             | —                             |
| 17                            | 4 de diciembre de 2024        | ISBN 978-4-08-884257-8        | —                             | —                             |
| 18                            | 4 de abril de 2025            | ISBN 978-4-08-884466-4        | —                             | —                             |
| 19                            | 4 de septiembre de 2025       | ISBN 978-4-08-884622-4        | —                             | —                             |

### Anime
El 19 de noviembre de 2021 se anunció una adaptación de la serie al anime de Seven Arcs. La serie está dirigida por Gorō Kuji, con Junji Nishimura como director jefe, Yasuhiro Nakanishi a cargo de la composición de la serie, Ryota Kanō y Akira Kindaichi escribiendo el guion, Hiroyuki Yoshii diseñando los personajes y Kohta Yamamoto componiendo la música. Inicialmente estaba programada para estrenarse en 2023, pero luego se retrasó. Se estrenó el 4 de enero de 2024 en AT-X y otras cadenas. El tema de apertura es «Yume no Ito» (夢の糸?), interpretado por Akari Kitō, mientras que el tema de cierre es «Chain», interpretado por Maaya Uchida. Sentai Filmworks obtuvo la licencia de la serie fuera de Asia, y lo transmite en HIDIVE sin censura. Muse Communication obtuvo la licencia de la serie en el sur y sudeste de Asia.
Se anunció una segunda temporada el 22 de marzo de 2024. La segunda temporada está animada por Passione sustituyendo a Seven Arcs, Masafumi Tamura sustituye a Gorō Kuji y Junji Nishimura como director y Keiya Nakano sustituye a Hiroyuki Yoshii como diseñador de personajes. Se estrenará en 2026.

## Recepción
A noviembre de 2021, el manga tenía más de 1 millón de copias en circulación. A enero de 2024, tenía más de 2 millones de copias en circulación.